# Sofiane Bendebka
Sofiane Bendebka (en árabe: سفيان بن دبكة‎; El Magharia, 9 de agosto de 1992) es un futbolista de Argelia que juega en la posición de centrocampista y que milita en el Al-Fateh SC de la Liga Profesional Saudí.

## Selección nacional
A nivel de selecciones menores jugó en los Juegos Olímpicos de Río de Janeiro 2016. El 2 de junio de 2016 Bendebka debuta con Argelia en la victoria por 2-0 ante Seychelles por la clasificación para la Copa Africana de Naciones de 2017 entrando de cambio al minuto 90. Su primer gol internacional lo anota el 18 de agosto de 2017 en el empate 1-1 ante Libia en Sfax por la clasificación para el Campeonato Africano de Naciones de 2018.

## Clubes
| Club           | País           | Año       |
| -------------- | -------------- | --------- |
| NA Hussein Dey | Argelia        | 2011-2017 |
| MC Alger       | Argelia        | 2017-2020 |
| Al-Fateh SC    | Arabia Saudita | 2020-     |

## Palmarés

### Títulos internacionales
| Título          | Equipo               | Sede  | Año  |
| --------------- | -------------------- | ----- | ---- |
| Copa Árabe FIFA | Selección de Argelia | Catar | 2021 |